# Pseudonaja nuchalis
Pseudonaja nuchalis is een slang uit de familie koraalslangachtigen (Elapidae) en deze soort komt voor in Australië.

## Naam en indeling
De wetenschappelijke naam van de soort werd voor het eerst voorgesteld door Albert Günther in 1858. Later werd de slang bij het geslacht Demansia ingedeeld.

## Uiterlijke kenmerken
Pseudonaja nuchalis wordt tot 1,3 meter lang. De smalle kop is lastig duidelijk te onderscheiden van het lichaam door het ontbreken van een duidelijke insnoering. De kleur van de schubben op de rug is variabel van kleur, wisselend van oranjebruin met vlekken en banden tot egaal licht- tot donkerbruin van kleur. De buikschubben hebben een lichtere kleur van crèmewit tot oranje. De kop is soms gedeeltelijk zwart, ook komen V- tot W-vormige markeringen voor in de nek. De slang heeft 17 rijen schubben in de lengte op het midden van het lichaam.

## Levenswijze
Pseudonaja nuchalis is met name overdag actief. De slang leeft op de grond, naar klimt ook in kleine struiken en bomen. Pseudonaja nuchalis rust onder rotsen of in rotsspleten, maar in cultuurland ook onder vuilnis. Kleine zoogdieren en hagedissen zijn de voornaamste prooi. Het gif van Pseudonaja nuchalis omvat neurotoxines, nefrotoxines en coagulantia. Bij grotere prooidieren maakt Pseudonaja nuchalis niet alleen gebruik van de giftige beet, maar wordt de prooi ook gewurgd, iets dat erg ongewoon is binnen de koraalslangachtigen. Bij gevaar ontsnapt Pseudonaja nuchalis bij voorkeur, maar in het nauw gebracht kan de slang agressief en snel zijn. De soort staat bekend als een van de giftigste slangen ter wereld.
Pseudonaja nuchalis is eierleggend, de vrouwtjes zetten 11 tot 38 eieren af per broedsel. Het paarseizoen loopt van september tot november.

## Verspreiding en habitat
Pseudonaja nuchalis komt endemisch voor in grote delen van Australië en leeft in de deelstaten Noordelijk Territorium, Queensland, Victoria, West-Australië en Zuid-Australië. De soort ontbreekt aan de oostkust en aan de zuidwestkust, waar Pseudonaja nuchalis wordt vervangen door respectievelijk Pseudonaja textilis en Pseudonaja affinis. Pseudonaja nuchalis komt vooral voor in droge gebieden zoals woestijnen en scrubland, maar ook in eucalyptusbossen en graslanden.

## Beschermingsstatus
Door de internationale natuurbeschermingsorganisatie IUCN is de beschermingsstatus 'onzeker' toegewezen (Data Deficient of DD).